# Praentomobryidae
Famille
Les Praentomobryidae sont une famille fossile de collemboles.
Elle comporte deux espèces dans deux genres.

## Distribution
Les espèces de cette famille ont été découvertes dans de l'ambre de Birmanie. Elles datent du Crétacé.

## Liste des genres
Selon Checklist of the Collembola of the World (version du 20 août 2019) :
- † Cretacentomobrya Christiansen & Nascimbene, 2006
- † Praentomobrya Christiansen & Nascimbene, 2006

## Publication originale
- Christiansen & Nascimbene, 2006 : Collembola (Arthropoda, Hexapoda) from the mid Cretaceous of Myanmar (Burma). Cretaceous Research, vol. 27, p. 318-363 (en).